# Appie Mussa
Abdulahi Mussa Ali ('s-Hertogenbosch, 15 november 1998), ook bekend als Appie Mussa, is een Somalisch-Nederlandse acteur en tiktokker. Hij is onder andere bekend van de YouTube-reeksen Vakkenvullers (2018) en Herres (2021).

## Jeugd
Mussa werd in 's-Hertogenbosch geboren, als kind van Somalische ouders. Hij groeide op in Eindhoven, waar hij met zijn ouders en zijn twee broers woonde. Aldaar behaalde hij in 2015 zijn middelbareschooldiploma. Op zeventienjarige leeftijd verhuisde hij naar de wijk Small Heath in Birmingham. In december 2018 verhuisde Mussa echter terug naar Nederland.

## Carrière

### Sociale media
In 2019 begon Mussa sketches te maken op Instagram. Vanaf 2021 ging hij dit doen op TikTok. De sketches en typetjes van Mussa zijn humoristisch en soms absurdistisch, en gaan soms over serieuze onderwerpen zoals racisme of onrechtvaardigheid.
In 2022 had Mussa ruim 460.000 volgers op Tiktok, begin mei 2023 was zijn volgersaantal toegenomen tot ruim 830.000. In 2024 had Mussa hier meer dan een miljoen volgers. Appie scoort hierdoor hoog in de top 25 met Nederlandse TikTokkers. Hij wordt hierin vergezeld door o.a. Sara Dol, Lisanne Dijkstra, Glen Fontein, Quinten, Vijftal en Jesse van Wieren.

### Acteer- en tv-werk
Sinds 2021 is Mussa een van de hoofdrolspelers in de serie Herres van omroep PowNed.
Ook speelde hij een rolletje in Vakkenvullers.
Vanaf 1 juni 2022 speelde Moussa in een Randstad-advertentie met de titel "Another Way to Apps", die te zien was op tv en in bioscopen. Hierin speelde hij de werknemer bij wie een werkgever solliciteert.
In 2024 deed Mussa samen met Pieter Valley mee aan het televisieprogramma Hunted: Into the Wild VIPS. Met de finale in zicht verliet hij het spel vanwege een blessure aan zijn knie.

### Overig werk en samenwerkingen
Buiten Tiktok is Mussa te zien in verschillende YouTube-video's van Qucee.
Daarnaast bracht Mussa op 1 april 2021 "Sexy Song" uit op Spotify met Joost Klein en Brunzyn, waarna hij op 14 december 2021 verscheen op het nummer "Go, Acid!" met Acid en Joost Klein. "Go, Acid!" werd in Vlaanderen een hit op Spotify en YouTube en bereikte de Vlaamse Ultratop 50. In 2022 gaf hij een gastoptreden bij Joost Klein op WOO HAH!
Op 2 juni 2022 was hij een van de hosts van de AFAS Live FunX Music Awards. Hier reikte hij samen met Jayh de prijzen "Second Best" en "Best Artist" uit. In augustus 2022 deed Mussa voor 101Barz verslag van hiphopfestival SMIB X TNO FEST! in Amsterdam.
In 2024 speelde hij in de videoclip van Europapa van Joost Klein, de inzending van Nederland op het Eurovisie Songfestival 2024. Tijdens optredens van Europapa was hij te zien als een blauwe vogel. Op de dag van de finale werd de act gediskwalificeerd.
Op 26 juni 2024 bracht hij samen met Joost het nummer Fußball (World Cup 1998) uit. Op 22 juli 2024 was hij kandidaat in het televisieprogramma De slimste mens, maar werd in de eerste aflevering al uitgeschakeld in de finale tegen Fay Lovsky.

## Persoonlijk
Mussa heeft een één jaar oudere broer genaamd Rarri Jackson. Jackson is lid van de rapformatie ANBU.

## Filmografie
- 2018 - Vakkenvullers
- 2021 - Herres
- 2025 - Straatcoaches vs Aliens

## Prijzen
| Jaar | Prijs                  | Categorie            | Resultaat   |
| ---- | ---------------------- | -------------------- | ----------- |
| 2022 | The Best Social Awards | Beste Tiktok'er 2022 | Genomineerd |